# San Michele scaccia gli angeli ribelli
San Michele scaccia gli angeli ribelli è un dipinto a olio su tavola (347x227 cm) di Domenico Beccafumi, databile al 1524 circa e conservato nella Pinacoteca nazionale di Siena. 

## Storia
Destinata alla chiesa del Carmine, fu lasciata incompiuta e prese altre strade, finché nel 1526-1530 circa l'artista non ne realizzò un'altra versione ancora in chiesa.
Fu descritta da Vasari, che ne ricordò il capriccio dell'artista desiderando di creare "una nuova invenzione per mostrare la virtù e i bei concetti dell'animo suo".

## Descrizione e stile
Al centro della pala, in alto, campeggia san Michele con la spada levata, cinto in alto da Dio Padre semitrasparente e circondato da un nugolo di angeli armati che assaltato gli angeli ribelli, trasformati in demoni, che si accalcano nella parte bassa dell'opera, dai toni più cupi. 
Nella "pioggia d'ignudi", come la definì Vasari, si riconoscono varie citazioni della volta della Cappella Sistina di Michelangelo, scoperta pochi anni prima e opera imprescindibile per qualsiasi pittore che visitasse Roma in quegli anni. Ad esempio il giovane a sinistra che si protende in avanti è un omaggio esplicito alla Crocifissione di Aman. Da un punto di vista formale però l'arte di Beccafumi si discosta notevolmente da quella del Buonarroti: alla massiccia possenza muscolare, il senese sostituì figure spettrali ed evanescenti, che si muovono fluide sulla superficie pittorica. 
Nella parte più scura, al centro, si scorge un mostruoso Lucifero aggrovigliato su se stesso: non si può escludere che alla creazione della bizzarra figura con parti di più animali non abbia concorso il modello degli "stregozzi" di Bosch che all'epoca erano noti in Italia sia attraverso alcuni dipinti in collezioni private che attraverso l'ampia circolazione di stampe.